# Kehinde Aladefa
Kenny Aladefa (ur. 19 grudnia 1974) – nigeryjski lekkoatleta, który brał udział w biegu na 400 metrów przez płotki podczas Letnich Igrzysk Olimpijskich 1996 oraz zdobył srebrny i brązowy medal podczas Igrzysk afrykańskich w 1995 i 1999 na 110 metrów przez płotki.
Podczas mistrzostw świata juniorów w 1992 zajął 11. miejsce w półfinale i nie awansował do finału w biegu na 110 metrów przez płotki, a na 400 metrów przez płotki zajął 6. miejsce. W 1996 został mistrzem Nigerii na dłuższym z płotkarskich dystansów.

## Rekordy życiowe
- bieg na 100 metrów przez płotki – 13,58 sek. (1995)
- bieg na 400 metrów przez płotki – 49,60 sek. (1996)

## Życie prywatne
Ukończył studia na Uniwersytecie Południowej Kalifornii, na wydziale biologicznym. Brał udział w wyścigach Grand Prix. Później dostał się do St Matthews University School of Medicine, którą zakończył w 2005 r. jako doktor medycyny.
Jego starszy brat, Yemi Aladefa był gwiazdą sportu w biegu przez płotki oraz futbolu na Uniwersytecie Missouri. Drugi brat, Ayodele Aladefa był amerykańskim mistrzem w skoku w dal na Uniwersytecie Abilene. Jego młodsza siostra, Taiwo Aladefa uczęszczała do Central State University w Ohio, gdzie rozwijała swoje lekkoatletyczne uzdolnienia.